# منصور بنی‌مجیدی
منصور بنی‌مجیدی (۷مرداد ۱۳۳۴ - ۱۱ اردیبهشت ۱۳۸۷) شاعر ایرانی که به زبان‌های ترکی آذربایجانی و فارسی شعر سروده‌است. از بنی‌مجیدی در کنار اکبر اکسیر ، داوود ملک‌زاده  و برخی دیگر به عنوان شاعران جریان‌ فرانو یاد می‌شود.

## دوران زندگی
منصور بنی‌مجیدی با تشکیل کانون ادبی شهریار اداره ارشاد آستارا، انتشار کتاب شعر امروز آستارا و گاهنامه ادبی ترلان نقش عمده‌ای در معرفی شعر امروز آستارا دارد و با انتشار مجموعه شعرهایش، سهم خود را در پیشبرد ادبیات امروز آستارا ادا نمود. بنی‌مجیدی انسان پاکدل و صادق و صمیمی و شاعر دردآشنای ایران بود که یک سال با بیماری سرطان لوزالمعده دست و پنجه نرم می‌کرد، سرانجام در ساعت ۲ بامداد روز سه‌شنبه ۱۱ تیر ۱۳۸۷ در سن ۵۳ سالگی درگذشت. حافظ موسوی معتقد است آرمان‌خواهی در شعر منصور بنی‌مجیدی موج می‌زد.
شعرهای آذری بنی‌مجیدی به کشورهای همسایهٔ آذری‌زبان کشیده و صاحب شهرت شده بود. یک سال پیش از مرگ منصور بنی مجیدی، مراسمی در حضور بنی‌مجیدی و با حضور بسیاری از شاعران و نویسندگانی که از سراسر ایران به آستارا آمده بودند در سینما دریا برگزار شد.  فیلم مستند زندگی وی با نام رخنه در خواب توسط بکتاش آبتین ساخته شده‌است.

## جایزهٔ شعر منصور بنی‌مجیدی
به مناسبت اولین سالگرد درگذشت منصور بنی‌مجیدی، جایزهٔ شعر منصور در تیرماه ۱۳۸۸ با دعوت از شاعران سراسر ایران در زمینهٔ شعرهای کتاب نشدهٔ فارسی (قالب آزاد) برگزار شد، که در حدود ۲۵۰ اثر از ۶۰ شاعر به دبیرخانه این جشنواره ارسال شد.

## مجموعه آثار
منصور بنی‌مجیدی در کنار آثار ادبی، گاهنامه ادبی ترلان را نیز اداره می‌کرد. وی به همراه داوود ملک‌زاده یک شماره از این مجله را در سال 1381 در انجمن شعر شهریار آستارا منتشر کرد. این ویژه‌نامه‌ی هشتاد و چهار صفحه‌ای دارای مطالبی ارزشمند از جمله نامه‌های نوشته‌شده توسط بزرگان شعر و ادب برای بیژن کلکی بود. مهم‌ترین مجموعه‌های اشعار وی شامل موارد ذیل می‌شوند:
- بهاری از خاکستر پاییز ۱۳۸۱
- بانوی باد شب‌نامه پخش می‌کند ۱۳۸۳
- قرائت دوم من تویی ۱۳۸۳
- سهم من همیشه دلتنگی است ۱۳۸۳
- دیگر نمی‌توانم شاعر بمانم ۱۳۸۳
- این ابر در گلو مانده ۱۳۸۶
- شعر امروز آستارا ۱۳۸۶

انتشار دو کتاب از بیژن کلکی (شوهر خواهر بنی‌مجیدی) به نام ترانه‌هایی برای آلکاپون و نیامدی اسم آب یادم رفت پس از درگذشت وی، توسط بنی‌مجیدی صورت گرفته‌است.

## دختر ترشیده پائیز
دختر ترشیده پائیز: پژوهشی نو در اسطوره شب یلدا عنوان کتابی است از عسگر بهمن یار که در سال 1402 توسط انتشارات امید سخن و سها به چاپ رسیده است. عنوان این کتاب از یکی از نوشته های  بنی مجیدی وام گرفته شده است.
ولی تو به خواهش خوابهای من مدام خمیازه می کشی – تو دختر ترشیده ی پائیزی ای پسَرْ! بلند شو به کارت برس ! فصل هایِ دیگر به ناصبوری منتظراند . ماه ها منتظر روزهای ِ ذوبِ آفتاب نمانده اند – به گمانم من از خاکستر خاطره هایِ آنها باردار شده ام.